# Gustav Ernesaks

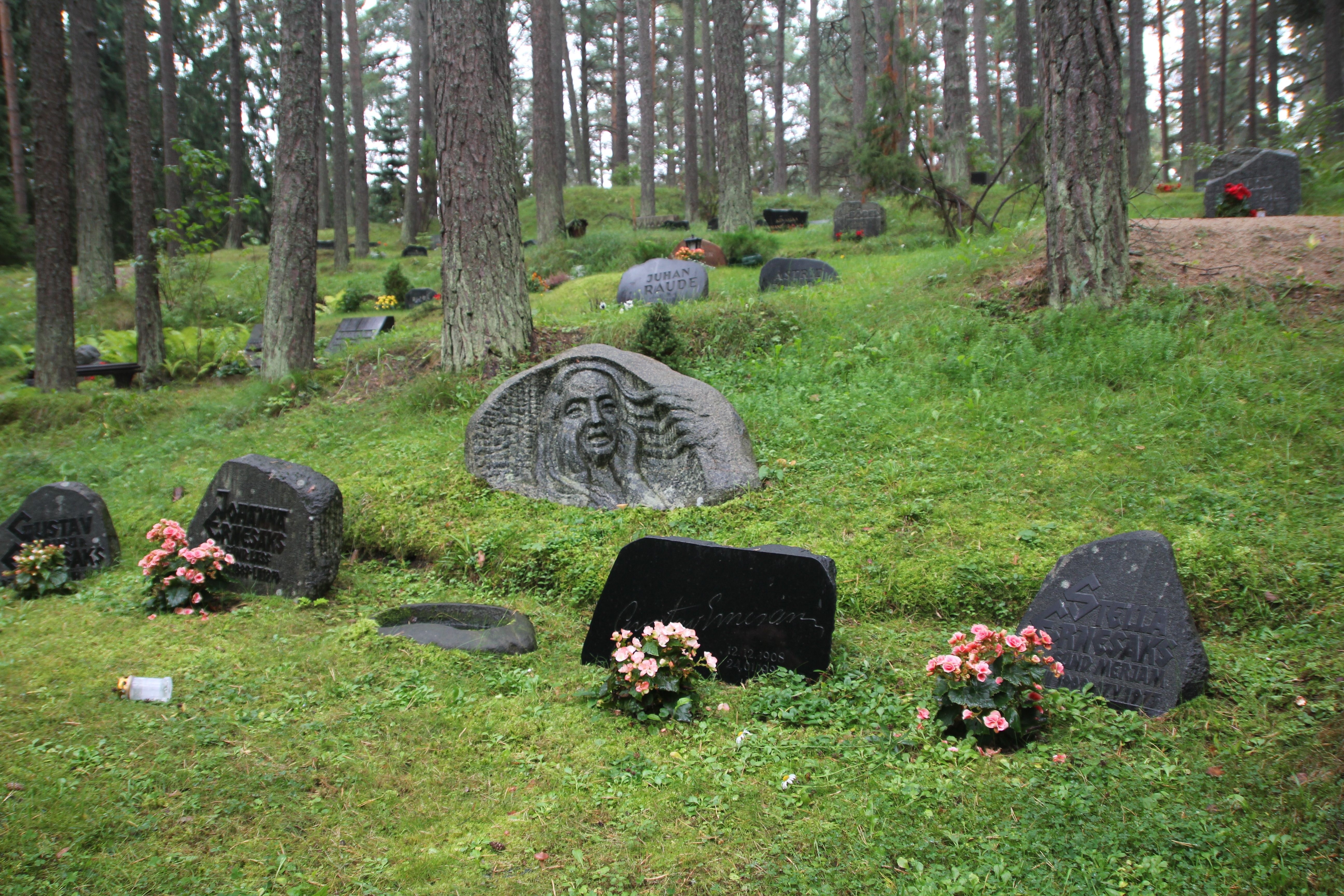
Grab von Gustav Ernesaks auf dem Waldfriedhof Tallinn (2011)

Gustav Ernesaks (* 12. Dezember 1908 in Perila, Peningi; † 24. Januar 1993 in Tallinn) war ein estnischer Komponist und Chorleiter.

## Leben
Gustav Ernesaks schloss das Konservatorium Tallinn mit den Fächern Musikpädagogik bei Juhan Aavik (1931) und Komposition bei Artur Kapp (1934) ab. Er arbeitete danach an verschiedenen Schulen in Tallinn als Musiklehrer. Von 1937 bis 1941 war er Dozent am Tallinner Konservatorium.
Während des Zweiten Weltkrieges engagierte sich Ernesaks in staatlichen sowjetischen Kunstensembles in Jaroslawl. 1944 gründete er den späteren Nationalen Estnischen Männerchor (Eesti Rahvusmeeskoor – RAM), dessen künstlerischer Leiter er bis zu seinem Tod 1993 blieb. 1945 wurde er Professor für Chorleitung am Tallinner Konservatorium.
Gustav Ernesaks war einer der Organisatoren der großen estnischen Sängerfeste. Während der sowjetischen Zeit Estlands wurde er zu einer der populärsten Leitfiguren der estnischen Gesellschaft, ohne allerdings eine zu starke offene Oppositionsrolle einzunehmen. Manche bezeichnen ihn dennoch als Wegbereiter der Singenden Revolution in Estland. Im Jahr 2004 wurde an der Sängerbühne von Tallinn ein Denkmal für Gustav Ernesaks enthüllt.

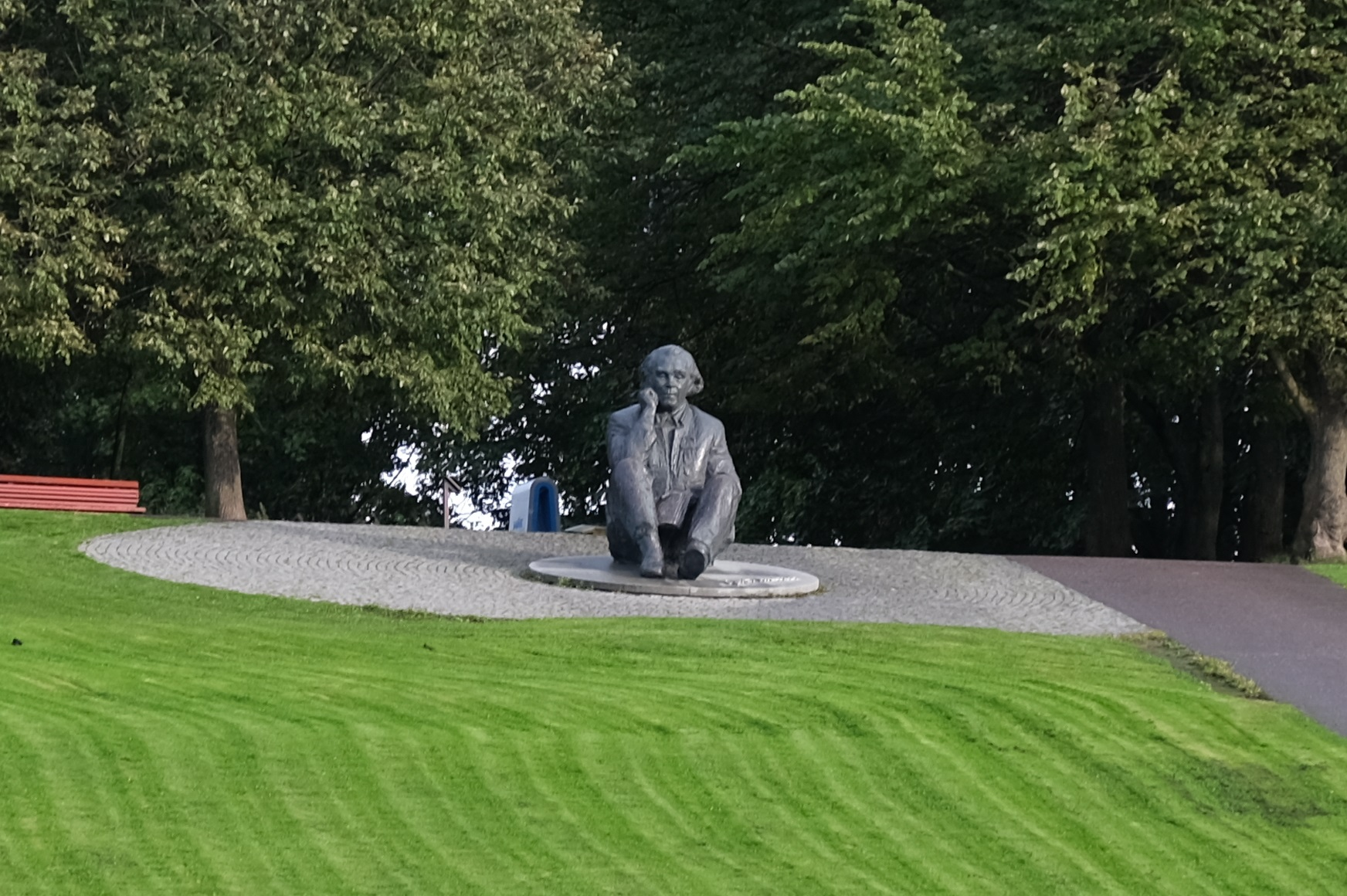
Denkmal für Gustav Ernesaks auf den Sängerplatz Tallin

## Werk
Gustav Ernesaks’ Schaffen ist sehr umfangreich. Den größten Teil nehmen Lieder für Chor ein, darunter das nationalgesinnte Mein Vaterland ist meine Liebe (Mu isamaa on minu arm) nach einem Text von Lydia Koidula. Es wurde unter der sowjetischen Besatzungsmacht eines der zentralen Lieder estnischen Selbstbehauptungswillens. Zu seinem Werk gehören fünf Opern und zahlreiche weitere Werke, die in Estland große Verbreitung gefunden haben. Ernesaks schrieb auch die Musik zur Hymne der Estnischen SSR.